# Läufer-Länderkampf der Männer 1983 BR Deutschland – Kenia
| 17. Leichtathletik-Länderkampf mit bundesdeutscher Beteiligung 1983 | 17. Leichtathletik-Länderkampf mit bundesdeutscher Beteiligung 1983 |
| ------------------------------------------------------------------- | ------------------------------------------------------------------- |
|                                                                     |                                                                     |
| Läufervergleich der Männer: BR Deutschland – Kenia                  |                                                                     |
| Austragungsort                                                      | München                                                             |
| Wettbewerbe                                                         | 4                                                                   |
| Datum                                                               | 26. Juli                                                            |
| 1. KEN 2. FRG                                                       | 28 P 27 P                                                           |
| Chronik                                                             |                                                                     |
| ← YUG-FRG-GRC (M)                                                   | erster LK 1984:00 FRG-FIN Werfer (M) →                              |

Im siebzehnten und letzten Vergleich des Länderkampfjahres 1983 wurde zum ersten Mal ein Vergleich der Läufer mit vier Disziplinen veranstaltet, bei dem die lange Sprintstrecke über 400 Meter, der 800-Meter-Lauf als Mittelstrecke, ein Langstreckenrennen über 5000 Meter und der 3000-Meter-Hindernislauf ausgetragen wurden. Als Gegner in dieser neuen Länderkampfform standen den deutschen Männern zum ersten Mal in einem Ländervergleich Athleten aus Kenia gegenüber. Die Begegnung fand am 26. Juli in München statt.

## Modus
Wie auch in allgemeinen Länderkämpfen starteten zwei Athleten je Land und Disziplin. Gewertet wurde nach dem üblichen Standardsystem.

## Ergebnis
Das bundesdeutsche Team erzielte einen Disziplinsieg mit einem Doppelerfolg. Die anderen drei Wettbewerbe entschieden die Kenianer mit zweimal sieben zu vier Punkten und einmal sechs zu fünf Punkten für sich. Daraus ergab sich in  der Länderkampfwertung ein hauchdünner Sieg für Kenia mit einem Punkt Vorsprung. Die bundesdeutschen Sportler mussten sich ihren kenianischen Kontrahenten mit 27 zu 28 Punkten geschlagen geben.

## Europarekord
Im Rennen über 400 Meter stellte Erwin Skamrahl mit 44,50 s einen neuen Europarekord auf.

## Legende
Kurze Übersicht zur Bedeutung der Symbolik – so üblicherweise auch in sonstigen Veröffentlichungen verwendet:
| ER | Europarekord |

## Resultate

### 400 m
| Platz | Athlet         | Land | Zeit (s) |
| ----- | -------------- | ---- | -------- |
| 1     | Erwin Skamrahl | FRG  | 44,50 ER |
| 2     | Hartmut Weber  | FRG  | 45,23000 |
| 3     | James Atuti    | KEN  | 46,34000 |
| 4     | David Kitur    | KEN  | 46,42000 |

### 800 m
| Platz | Athlet            | Land | Zeit (min) |
| ----- | ----------------- | ---- | ---------- |
| 1     | Juma Ndiwa        | KEN  | 1:44,20    |
| 2     | Hans-Peter Ferner | FRG  | 1:44,99    |
| 3     | Maina Boi         | KEN  | 1:45,51    |
| 4     | Willi Wülbeck     | FRG  | 1:48,25    |

### 5000 m
| Platz | Athlet               | Land | Zeit (min) |
| ----- | -------------------- | ---- | ---------- |
| 1     | Charles Cheruiyot    | KEN  | 13:25,33   |
| 2     | Christoph Herle      | FRG  | 13:38,79   |
| 3     | Jackson Ruto         | KEN  | 13:46,48   |
| 4     | Hans-Jürgen Orthmann | FRG  | 14:02,23   |

### 3000 m Hindernis
| Platz | Athlet         | Land | Zeit (min) |
| ----- | -------------- | ---- | ---------- |
| 1     | Kiprotich Rono | KEN  | 8:17,42    |
| 2     | Patriz Ilg     | FRG  | 8:18,27    |
| 3     | Rainer Schwarz | FRG  | 8:19,64    |
| 4     | Julius Korir   | KEN  | 8:20,02    |

## Einzelnachweis
1. ↑  Athletics - Progression of European records (PDF; 1279 KBB), sport-record.de, abgerufen am 5. Mai 2025